# Cumbre
Cumbre is een geslacht van vlinders in de familie dikkopjes (Hesperiidae). De wetenschappelijke naam van het geslacht is voor het eerst geldig gepubliceerd in 1955 door William Harry Evans.
De typesoort van het geslacht is Phanis cumbre Schaus, 1902
Bij een revisie van het geslacht door Dolibaina et al. in 2014, meenden de auteurs dat van de drie tot dan toe in het geslacht geplaatste soorten (behalve de typesoort nog C. belli en C. triumviralis) alleen de typesoort een geldige soort was. De twee andere synonymiseerden ze met een soort die door Kenneth Hayward in 1934 als Poanes meridionalis was benoemd maar volgens hen ook tot het geslacht Cumbre behoorde. Zelf benoemden ze nog twee nieuwe soorten in het geslacht, waarmee het totaal aantal op vier soorten kwam.

## Soorten
- Cumbre cumbre (Schaus, 1902)
- Cumbre haywardi Dolibaina, Mielke & Casagrande, 2014
- Cumbre lamasi Dolibaina, Mielke & Casagrande, 2014
- Cumbre meridionalis (Hayward, 1934)
  - = Phanes belli Hayward, 1939
  - = Phanes triumviralis Hayward, 1939